# La Chapelle-Gauthier, Seine-et-Marne
La Chapelle-Gauthier är en kommun i departementet Seine-et-Marne i regionen Île-de-France i norra Frankrike. Kommunen ligger i kantonen Mormant som tillhör arrondissementet Melun. År 2022 hade La Chapelle-Gauthier 1 398 invånare.

## Befolkningsutveckling
Antalet invånare i kommunen La Chapelle-Gauthier
| Referens: INSEE |